# Dysstroma albata
Dysstroma albata là một loài bướm đêm trong họ Geometridae.